# بیمارستان آمرشام
بیمارستان آمرشام (به انگلیسی: Amersham Hospital) بیمارستانی سرویس سلامت همگانی (ان اچ اس) در شهر باکینگهام‌شر بریتانیا است.